# خنوثة كاذبة
الخنوثة الكاذبة (بالإنجليزية: Pseudohermaphroditism) هي حالة يكون فيها لدى الفرد جنس كروموسومي وأنسجة تناسلية متطابقة (المبيض أو الخصية)، ولكن الأعضاء التناسلية الخارجية غير متطابقة.
تشير الخنوثة الكاذبة الأنثوية إلى فرد لديه مبيضين وأعضاء تناسلية خارجية تشبه تلك الموجودة في الذكر. تشير الخنوثة الكاذبة لدى الذكور إلى فرد لديه خصيتين وأعضاء تناسلية خارجية تشبه تلك الخاصة بالأنثى. في بعض الحالات، تظهر الأعضاء الجنسية الخارجية المرتبطة بالخنوثة الكاذبة وسطًا بين البظر النموذجي والقضيب. وبالتالي، في بعض الأحيان لا يتم تحديد الخنوثة الكاذبة حتى سن البلوغ أو البلوغ.
يتناقض هذا المصطلح مع الخنوثة الحقيقية، وهي حالة تصف الفرد بأعضاء تناسلية أنثوية وذكرية.
تشمل الحالات المرتبطة عوز الإنزيم المختزل 5-ألفا، ومتلازمة عدم الحساسية للأندروجين.

## اصطلاحات
تمت صياغة مصطلح "الخنوثة الكاذبة" (Pseudohermaphroditimus) باللغة الألمانية على يد إدوين كليبس في عام 1876. كان كليبس قد أدرج هذا المصطلح كمرادف للمصطلح السابق "الخنوثة الزائفة" (spurious hermaphroditism). "الخنوثة الزائفة" تمت صياغتها في عام 1836 من قبل سيمبسون.
على الرغم من استمرار "الخنوثة الكاذبة" في التصنيف الدولي للأمراض، الإصدار 9 (ICD-9) والإصدار 10 (ICD-10) مثل (الجنس غير المحدد والخنوثة الكاذبة)، إلا أنه تمت إزالته منذ ذلك الحين في الإصدار الحادي عشر (ICD-11)، لصالح (الاضطرابات التشوهية المحددة الأخرى للنمو الجنسي).
أشار بعض الخبراء إلى أن كلا من الخنوثة الكاذبة والخنوثة الحقيقية قد عفا عليهما الزمن،مويشيرون إلى الاستبدال بـ "اضطرابات النمو الجنسي"، و"اختلافات النمو الجنسي"، أو “ثنائيي الجنس”.
بالإضافة إلى ذلك، لاحظ نشطاء ثنائيي الجنس أن: "المصطلحات "الكاذبة" و"الحقيقية" أكثر ضررًا [من الخنثى في حد ذاته]، لأنها تشير ضمنًا إلى نوع من الأصالة، أو عدم وجودها، مما يحمل أعباء عاطفية قوية". وقد لاحظت أليس دريجر وآخرون أيضًا أن "تقسيم العديد من أنواع ثنائيي الجنس إلى خنوثة حقيقية، وخنوثة كاذبة للذكور، وخنوثة كاذبة للإناث هو أمر خادع علميًا وإشكالي سريريًا".

## الآلية
يتم تحديد الجنس بواسطة الكروموسومات أثناء الإخصاب. في المراحل المبكرة من التطور البشري، يحتوي الجنين البشري على سلائف الغدد التناسلية الأنثوية (قنوات الكلوة الجنينية المتوسطة أو المولرية) والذكورية (قنوات الكلية الجنينية المتوسطة أو ولفيان). إذا كان كروموسوم Y مفقودًا، أو كان به خلل كما هو الحال في متلازمة سوير، فسيقوم الجنين بإعادة امتصاص قنوات الكلية الجنينية المتوسطة ويستمر في قنوات الكلية الجنينية المجاورة للميزان، التي تؤدي إلى ظهور المبايض. يحتوي كروموسوم Y على منطقة تحدد الجنس تسمى جين SRY. وبالتالي، فإن خطة نمو الجنين لا تتغير إلا إذا كان هذا الجين موجودًا وفعالًا.
الطفرات التي تؤثر على جين مستقبلات الأندروجين (AR) قد تسبب متلازمة عدم حساسية الأندروجين الكاملة أو الجزئية. الأندروجينات هي مجموعة من الهرمونات التي تنظم تطور وصيانة الخصائص الذكورية. بين 8 و12 أسبوعًا، تصبح الأجنة البشرية الذكرية متميزة خارجيًا حيث تقوم الأندروجينات بتوسيع القضيب وإنتاج قضيب مزود بمجرى البول وكيس الصفن.
متلازمة قناة مولر المستمرة هي شكل من أشكال الخنوثة الكاذبة، تم تطويرها من خلال عيوب العامل المثبط مولر. في مثل هذه الحالات، تتواجد مشتقات القنوات عند الذكور، بما في ذلك الرحم وقناتي فالوب والمهبل العلوي.

## العلاج
المقالات الرئيسية: التدخلات الطبية لثنائيي الجنس وحقوق الإنسان الخاصة بثنائيي الجنس.
يتم إجراء الجراحة في بعض الأحيان لتغيير مظهر الأعضاء التناسلية. قد تتطلب السرطانات الخاصة بالجنس الموجودة في الغدد التناسلية استئصالًا جراحيًا.

## تاريخ
المقالة الرئيسية: ثنائيو الجنس في التاريخ.
ربما يكون جون ماني أشهر باحث مبكر في هذا المجال. كانت أطروحته للدكتوراه بعنوان الخنوثة: تحقيق في طبيعة المفارقة البشرية، وحصلت على جائزة من جامعة هارفارد في عام 1952.